# 이중 턴스틸
논리학에서 기호 ⊨, {\displaystyle \vDash }, {\displaystyle \models }는 이중 턴스틸(double turnstile)이라 불리는 기호이다. 그 외에도 이 기호는 '수반하다', '모델이다'라고도 하며 이는 의미론적으로 다음 결과를 수반한다 또는 더 강한 조건이다(is stronger than)임을 의미한다. 이 기호는 중간에 가로선이 하나만 있는 턴스틸 기호({\displaystyle \vdash })와 관련이 있으며, 턴스틸이 "구문론"적 관점에서의 연관성을 드러내는 반면 이중 턴스틸은 "의미론적" 관점에서 연관성을 드러낸다.

## 의미
이중 턴스틸은 이진 관계이다. 이 기호는 여러 맥락의 의미를 가지고 있다.
- 왼쪽에 문장 집합이 있고 오른쪽에 한 문장이 있는 의미론적 결과를 보여주기 위해 사용한다. 즉 왼쪽의 문장들이 참이라면 오른쪽의 문장은 반드시 참이여야 하는 것을 나타낸다.(예: {\displaystyle \Gamma \vDash \varphi }) 이 의미에서의 사용은 구문론적 결과를 보여주기 위해 사용하는 턴스테일 기호 사용과도 관련이 깊다.
- 왼쪽에 모델 구조 또는 진리 구조를, 오른쪽에 문장 집합이 있는 충족 가능을 보여주기 위해 사용한다. 즉, 문장 집합이 모델 구조와 잘 맞음을 보여주기 위해 사용한다.(예: {\displaystyle {\mathcal {A}}\models \Gamma })
- 항진명제 {\displaystyle \vDash \varphi }를 나타내기 위해 사용한다. 즉 {\displaystyle \varphi } 표현은 공집합의 의미론적 결과를 말한다.

## 구문
TeX에서는 턴스틸 기호 {\displaystyle \vDash }와 {\displaystyle \models }를 \vDash, \models구문으로 친다. 유니코드에서는 U+22A8 ⊨ true (HTML: &#8872;)으로 등록되어 있다.
LaTeX에서는 턴스틸 패키지가 있어 이중 턴스틸을 포함한 여러 턴스틸 기호를 넣을 수 있게 하고 있다. 논리학자를 위한 툴 설명서에 이 패키지 튜토리얼이 있다.

## 같이 보기
- 논리 기호
- 수학 기호